# Albert Batyrgaziyev
Albert Janbulatovich Batyrgaziyev –en ruso, Альберт Ханбулатович Батыргазиев– (Babayurt, 23 de junio de 1998) es un deportista ruso que compite en boxeo. Participó en los Juegos Olímpicos de Tokio 2020, obteniendo una medalla de oro en el peso pluma.

## Palmarés internacional
| Juegos Olímpicos | Juegos Olímpicos | Juegos Olímpicos | Juegos Olímpicos |
| Año              | Lugar            | Medalla          | Categoría        |
| ---------------- | ---------------- | ---------------- | ---------------- |
| 2020             | Tokio (Japón)    | Medalla de oro   | 57 kg            |